# Parafia św. Jana Chrzciciela w Dysie

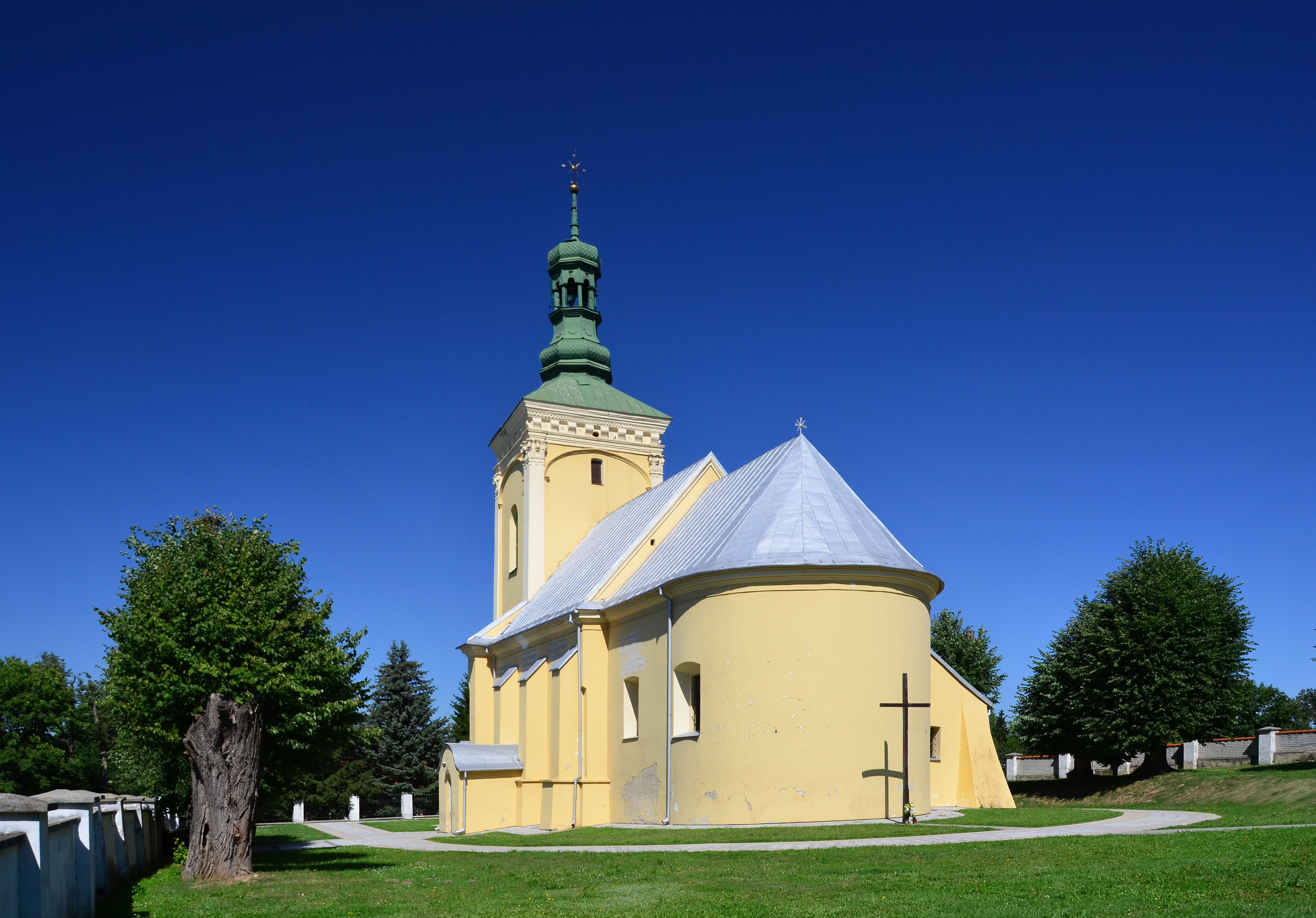

Parafia pw. św. Jana Chrzciciela w Dysie – parafia rzymskokatolicka w Dysie należąca do dekanatu Lublin – Północ archidiecezji lubelskiej.
Została erygowana w 1381 roku, co czyni ją jedną z najstarszych parafii archidiecezji. Została uposażona przez rodzinę Górków. Już w XVI wieku przy parafii istniała szkoła i szpital liczący 4 izby. Od 1985 roku przy parafii istnieje klasztor Karmelitanek Bosych. Swoim obszarem parafia obejmuje wsie: Ciecierzyn, Dys, Elizówka PGR, Elizówka, Pólko i Stoczek.